# Enterprise Content Integration
Un ECI, pour Enterprise Content Integration, est un logiciel middleware qui interconnecte les applications d'entreprise gérant des documents et du contenu multimédia (GED, Outils Collaboratifs, Messageries, Archivage, Records management…).
L'intégration des contenus répond à plusieurs besoins:
1. Migrer le contenu (documents et images) d'un système vers un autre
2. Synchroniser tout ou partie de plusieurs référentiels de contenu entre eux
3. Rechercher des documents dans tous les référentiels de l'organisation
4. Offrir un point d'accès unique à tous les documents de l'organisation
5. Publier ou pousser ce contenu vers d'autres systèmes (portails d'entreprise, serveurs web)

## Éditeurs de solutions
- C-CONTENT
- Day Software
- Exchanger
- Hyperwave
- IBM Information Integrator Content Edition